# Néri da Silveira
José Néri da Silveira (Lavras do Sul, 24 de abril de 1932) é um magistrado brasileiro. Foi ministro do Tribunal Federal de Recursos e do Supremo Tribunal Federal, do qual também foi presidente.

## Carreira
Néri da Silveira formou-se na Faculdade de Direito da Pontifícia Universidade Católica do Rio Grande do Sul, em 1955. Com o curso concluído, exerceu a advocacia por dez anos e atuou como consultor jurídico do estado a partir de 1963. Em 1965, com a criação da então Consultoria-Geral do Estado do Rio Grande do Sul (hoje Procuradoria Geral), foi nomeado consultor-geral do Estado. Em 1967 foi nomeado juiz federal.
Desde 1969, passou doze anos como ministro do Tribunal Federal de Recursos. Em 1º de setembro de 1981, assumiu o cargo de ministro do Supremo Tribunal Federal. Em sessão plenária de 14 de dezembro de 1988, foi eleito Presidente do Supremo Tribunal Federal (biênio 1989-1991), a começar de 14 de março de 1989. Implantou a informatização dos serviços da Corte e criado o Banco Nacional de Dados do Poder Judiciário.
Como ministro do Supremo Tribunal Federal desde 1981, foi nomeado presidente desta Suprema Corte em 1988.
Por dezesseis anos (de 1960 a 1976) exerceu o magistério: até 1969, na Pontifícia Universidade Católica do Rio Grande do Sul e na Universidade Federal do Rio Grande do Sul; e, de 1970 a 1976, na Associação do Ensino Unificado do Distrito Federal (antiga AEUDF, hoje UDF), em Brasília.
Em 7 de dezembro de 2009, foi agraciado com a Grã-Cruz da Ordem do Ipiranga pelo Governo do Estado de São Paulo, na pessoa do então governador José Serra.